# أدولفو فيليبس
أدولفو فيليبس (بالإسبانية: Adolfo Phillips)‏ هو لاعب كرة قاعدة بنمي، ولد في 16 ديسمبر 1941.

## وصلات خارجية
- أدولفو فيليبس على موقع دوري كرة القاعدة الرئيسي (الإنجليزية)
- أدولفو فيليبس على موقعبيزبول رفرنس.كوم (الدوري الرئيسي) (الإنجليزية)
- أدولفو فيليبس على موقعبيزبول رفرنس.كوم (الدوري الثانوي) (الإنجليزية)
- أدولفو فيليبس على موقع جمعية أبحاث البيسبول الأمريكية (الإنجليزية)
- أدولفو فيليبس على موقع إي إس بي إن.كوم (أم.أل.بي) (الإنجليزية)
- أدولفو فيليبس على موقع مشجعي الرسوم البيانية (الإنجليزية)